# پناهگاه حیات وحش دره باغ
پناهگاه حیات وحش دره باغ یک پناهگاه حیات وحش با مساحت ۳۳۱۹۰ هکتار است که در استان فارس در ایران قرار دارد. این پناهگاه حیات وحش طبق مصوبهٔ شمارهٔ ۶۰۸ در تاریخ ۹۶/۰۶/۰۲ در فهرست مناطق تحت حفاظت سازمان محیط زیست ایران قرار گرفت.